# Tom and Jerry in Fists of Furry
Tom and Jerry in Fists of Furry es un videojuego de lucha para Nintendo 64 y Microsoft Windows. Fue desarrollado por VIS Interactive y publicado por NewKidCo el 12 de noviembre del año 2000 (Ubisoft en PAL).

## Jugabilidad
Tom and Jerry in Fist of Furry tiene 10 niveles, cada cual con distinta temática como la cocina de la serie o un ring de boxeo. La jugabilidad se basa en la comedia física, los jugadores interaccionan con el entorno y objetos utilizables esparcidos como sillas y bombas. Cada uno de los siete personajes tiene ataques únicos. Entre los potenciadores se incluye la invencibilidad (pero no a los peligros medioambientales) o un gas verde que puede contaminar al adversario.
Además de Tom y Jerry, aparecen otros personajes de la serie: Butch el Gato, Quacker, Nibbles (Tuffy) y Spike y Tyke.

## Desarrollo
El desarrollo empezó a finales de 1999 y era la última presentación de Nintendo de América en agosto del año 2000. Miembros de equipo escogieron la Nintendo 64 debido a la carencia de videojuegos de lucha. Quisieron simplificar los controles para todas las edades.

## Secuela
En 2002, Tom and Jerry in War of the Whiskers se publicó para PlayStation 2, GameCube y Xbox. Es el único juego de NewKidCo en calificarse con una T. 